# Cyanopterus izagai
Cyanopterus izagai är en stekelart som först beskrevs av Porter 1920.  Cyanopterus izagai ingår i släktet Cyanopterus och familjen bracksteklar. Inga underarter finns listade i Catalogue of Life.